# Quận Gordon, Georgia
Quận Gordon là một quận trong tiểu bang Georgia, Hoa Kỳ. Quận lỵ đóng ở thành phố Calhoun.6 Theo điều tra dân số năm 2000 của Cục điều tra dân số Hoa Kỳ, quận có dân số người 2. Năm 2007, ước tính dân số quận này là 44.104 người. Dân số năm 2007 ước tính là 52.044 người.